# Мюллер, Йохен
Йохен Мюллер (нем. Jochen Müller; 23 октября 1925, Эрфурт — 11 февраля 1985, Эрфурт) — восточногерманский футболист, полузащитник.

## Биография
Йохен Мюллер родился 23 октября 1925 года в немецком городе Эрфурт.
Играл в футбол на позиции полузащитника. В течение всей карьеры выступал за одну команду — «Турбине» из Эрфурта. В дебютном сезоне-1949/50, когда команда называлась КВУ, провёл 25 матчей, забил 1 гол.
За 1949—1962 годы сыграл в чемпионате ГДР 303 матча, забил 22 мяча, в том числе в Оберлиге — 277 матчей, в которых забил 20 голов.
В составе «Турбине» дважды становился чемпионом ГДР (1954—1955), один раз был серебряным призёром (1951) и обладателем Кубка страны (1950).
В 1953—1954 годах провёл 3 матча за сборную ГДР. Дебютным стал товарищеский поединок 14 июня 1953 года в Дрездене против сборной Болгарии (0:0), который Мюллер отыграл полностью. Также участвовал в товарищеских матчах 26 сентября 1954 года в Ростоке с Польшей (0:1) и 24 октября 1954 года в Софии с Болгарией (1:3).
Умер 11 февраля 1985 года в Эрфурте.

## Достижения
«Турбине»
- Чемпион ГДР (2): 1953/54, 1954/55.
- Серебряный призёр чемпионата ГДР (1): 1950/51.
- Обладатель Кубка ГДР (1): 1949/50.